# Johann Lorenz von Schaezler

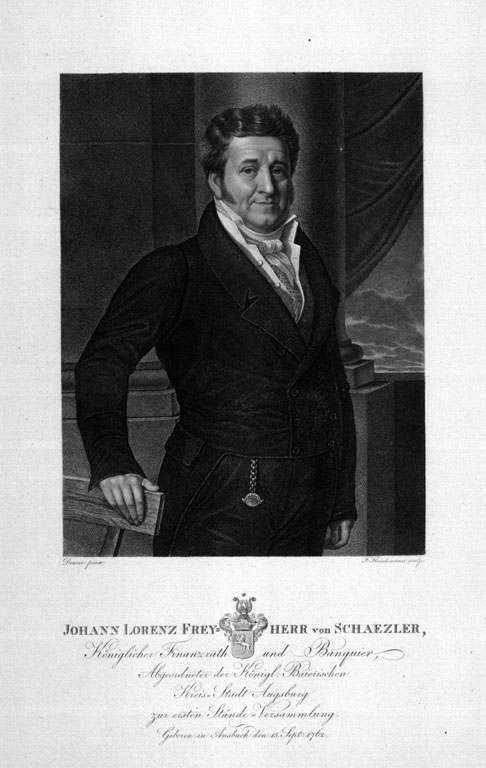
Johann Lorenz Schaezler

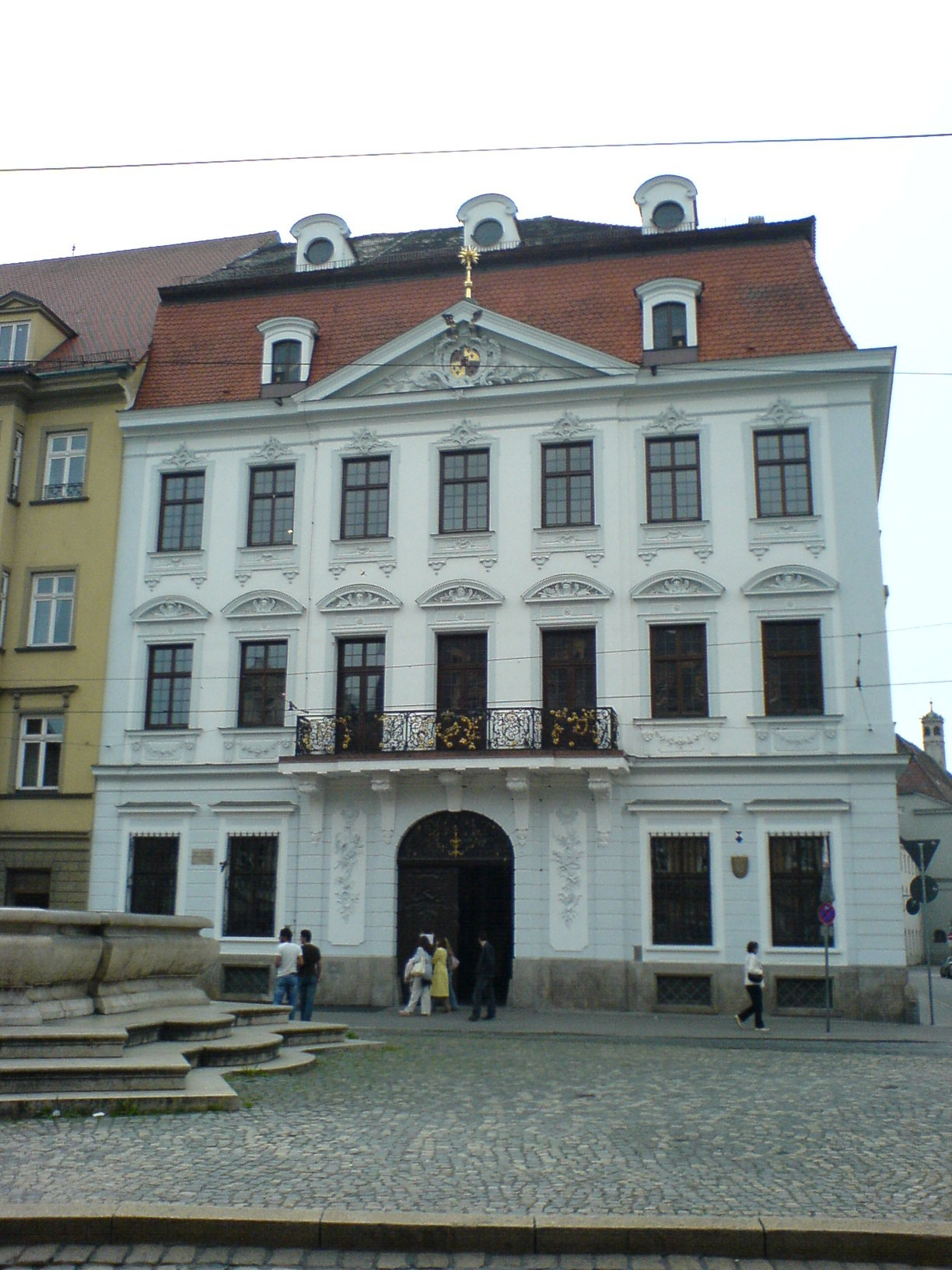
Schaezlerpalais

Johann Lorenz Freiherr von Schaezler (* 15. September 1762 in Ansbach; † 19. März 1826 in Augsburg) war ein deutscher Unternehmer und Bankier.  Er wurde 1821 zum Freiherrn erhoben und begründete das Adelsgeschlecht von Schaezler.

## Leben und Wirken
Er war der Sohn des markgräflichen Hof-, Stadt- und Landchirurgen Wilhelm Friedrich Schaezler und der Laurentia Frederike Loesch. In seiner Geburtsstadt besuchte Johann Lorenz Schaezler das evangelische Gymnasium, das er mit 15 Jahren verließ, um in Frankfurt am Main eine Kaufmannslehre zu beginnen. Ab 1781 arbeitete er in einem Frankfurter Wechsel- und Warenhaus und vier Jahre später in einer Tuchfabrik in Aachen. In Aachen baute er eine Stickereifabrik auf. 1789 übernahm er die kupfer- und silberhaltigen Bleibergwerke von Trarbach an der Mosel. Das Unternehmen blieb erfolglos und er verlor fast sein gesamtes Vermögen.
Nach dem finanziellen Fehlschlag trat Johann Lorenz Schaezler 1791 als Handlungsgehilfe in das Augsburger Bankhaus von Benedikt Adam Freiherr Liebert von Liebenhofen ein, dessen Tochter Marianna Barbara er zwei Jahre später heiratete. 1795 wurde er in die Leitung des Liebertschen Bankhauses aufgenommen. Am 1. Januar 1800 gründete Johann Lorenz Schaezler sein eigenes Bankhaus, welches schnell sehr erfolgreich arbeitete. Bis 1812 verzwanzigfachte er sein Vermögen. Im Jahre 1821 kaufte er von seinem Schwiegervater das in der Augsburger Maximilianstraße erbaute Palais, das heute seinen Namen trägt. Der Bankier vergab seit 1807 auch Kredite an das Bayerische Königshaus, wofür er zum königlichen Finanzrat ernannt wurde. 1821 wurde er in den erblichen Freiherrnstand erhoben und erwarb daraufhin die Hofmarken Sulzemoos bei Dachau und Scherneck bei Augsburg. Ferner kaufte er Schloss Thyrnau mit Brauhaus bei Passau. 
Freiherr von Schaezler, überzeugter Vertreter der konstitutionellen Monarchie, gehörte zu einer Abordnung der Reichsstadt Augsburg und verhandelte als solcher mehrfach mit Napoleon Bonaparte. 1818 wurde er zum Vorstand der Gemeindebevollmächtigten, ferner zum Abgeordneten der Stadt Augsburg in die Abgeordnetenkammer der Bayerischen Ständeversammlung gewählt. Johann Lorenz Freiherr von Schaezler engagierte sich auf karitativem Gebiet. Er unterstützte beispielsweise mit namhaften Summen die Augsburger Suppenanstalt, das evangelische Waisenhaus sowie das allgemeine Krankenhaus und finanzierte die unentgeltliche Behandlung in der Armenanstalt. 1822 initiierte der Freiherr die Gründung der heutigen Stadtsparkasse Augsburg. Noch kurz vor seinem Tode hatte der Freiherr seine Söhne Ferdinand Benedikt Freiherr von Schaezler und Ludwig Karl Freiherr von Schaezler als Gesellschafter in seine Wechsel- und Warenhandlung aufgenommen.

## Nachkommen
Johann Lorenz von Schaezler heiratete am 2. April 1793 in Nördlingen Maria Anna Barbara Freiin Liebert von Liebenhofen (* 18. März 1768 in Augsburg; † 21. August 1838 ebenda). Aus der Ehe gingen folgende Kinder hervor:
- Ferdinand Benedikt von Schaezler (* 8. Juni 1795 in Augsburg; † 1. August 1856 in München); ⚭ 1819 Emilie von Froelich
- Wilhelm Heinrich von Schaezler (* 1797; † 13. November 1887), Erbe,[3] Kammerherr; ⚭ 21. März 1833 Wilhelmine Louise von Stetten
- Friederike Elisabeth von Schaezler (* 31. Dezember 1798 in Augsburg; † 10. Oktober 1883 ebenda); ⚭ 18. Juni 1816 Markus Paulus von Schnurbein
- Ludwig Carl von Schaezler (* 1800; † 1861)
- Marianne Caroline Johanna von Schaezler (* 30. November 1801 in Augsburg; † 15. Dezember 1871 in München)
- Catharina Augusta Emilie von Schaezler (* 24. August 1803 in Augsburg)
- Laura von Schaezler (* 10. Oktober 1810 in Augsburg; † 20. Dezember 1834)